# Teach For All
Teach For All er et globalt NGO-netværk af uafhængige partnerorganisationer i 58 lande, der arbejder for lige uddannelsesmuligheder i forskellige nationale kontekster. Partnerorganisationerne arbejder efter samme model, som er at engagere de bedst egnede universitetskandidater til at blive lærere i socialt udsatte boligområder og gennem denne erfaring bidrage til at skabe lige uddannelsesmuligheder for alle børn, både som lærere og fremtidige beslutningstagere. Modellen varierer dog fra land til land i forhold til optagelseskrav, uddannelse og certificeringer.
Gennem det globale netværk kan partnerorganisationer og deres lærere og alumner dele ideer og løsninger, der kan bidrage til at skabe lige muligheder for alle børn, uanset baggrund.
Teach First Danmark, som er del af Teach For All, blev stiftet i 2013. Deres koncept er blevet mødt med kritik, for at meritlæreruddannelsen ikke er tilstrækkelig, sammenlignet med en læreruddannelse.